# Jenny Álvarez
Jenny Paola Álvarez Vera (Chonchi, 30 de marzo de 1974) es una administradora bancaria y política chilena, militante del Partido Socialista (PS). Se desempeñó como diputada de la República en representación del distrito n° 26 de la Región de Los Lagos, por el periodo 2018-2022.
Anteriormente ejerció el mismo cargo pero en representación del antiguo distrito n° 58, entre 2014 y 2018; y concejala por la Municipalidad de Chonchi desde 2004 hasta 2006, y luego gobernadora de la provincia de Chiloé entre 2006 y 2007 durante el primer gobierno de Michelle Bachelet.

## Biografía

### Familia y estudios
Nació el 1 de marzo de 1965, en Chacao, Región de Los Lagos. Hija de Ciariaco Álvarez Pérez y de Nircia Vera Gómez.
Realizó los estudios secundarios en el Liceo Galvarino Riveros Cárdenas de la comuna de Castro. En 1994 estudió Administración Bancaria y Contabilidad en ICCE Santiago.

### Vida laboral
Dentro de su actividad laboral, ejerció como Coordinadora provincial de encuestadores de la provincia de Chiloé, Instituto Nacional de Estadísticas (INE). Chiloé; además, Control regulación de ingresos (clientes); Digitación de prepago de deudas hipotecarias; Control de movimientos, ingresos hipotecarios de todas las sucursales del país, y Análisis periódico de las cuentas asignadas sobre el balance mensual, en la Unidad Administrativa de Cartera Hipotecaria del Banco Bhif en Santiago.
Además, ejerció labores administrativas y cajera en la sucursal del Banco de Chile en la ciudad de Castro. Además, hizo trabajo administrativo en el departamento de recursos humanos de la planta de procesos: manejo de contratos, permisos y accidentes laborales del personal, Salmones Unimarc, Chiloé.
Finalmente, fue coordinadora, dentro de la provincia de Chiloé, del programa de Gobierno Un barrio para mi familia. Fundación para la Promoción y Desarrollo de la Mujer (PRODEMU), y coordinadora, responsable de pagos de toda la provincia de Chiloé, Salmoneras e INP, Servicios Brink's, en Puerto Montt.

## Trayectoria política y pública

### Inicios
Es militante del Partido Socialista de Chile (PS) desde los catorce años de edad. En el año 2004 fue elegida concejala por la comuna de Chonchi, Región de Los Lagos, en representación del PS.
En marzo de 2006 fue nombrada por el primer gobierno de Michelle Bachelet como gobernadora de la provincia de Chiloé, cargo que desempeñó hasta 2007.
En las elecciones parlamentarias de 2009 fue candidata a diputada por el distrito 58 (Región de Los Lagos), sin resultar electa.

### Diputada
En agosto del año 2013 triunfó en las elecciones primarias del Partido Socialista de Chile, obteniendo un cupo para presentarse a las elecciones parlamentarias de noviembre del mismo año, en la que resultó elegida diputada por el distrito n° 58, Región de Los Lagos. Asumió el 11 de marzo de 2014, siendo la primera diputada mujer por su Distrito. En la Cámara integró las comisiones permanentes de Zonas Extremas y Antártica Chilena; Pesca, Acuicultura e Intereses Marítimos; y Obras Públicas, Transportes y Telecomunicaciones. Resultando electa presidenta de esta última el 31 de marzo de 2015.
En las elecciones parlamentarias de 2017, fue reelecta como diputada por el nuevo 26.º distrito, Región de Los Lagos, dentro del pacto La Fuerza de la Mayoría (período legislativo 2018-2022). Integra la Comisión Permanente de Agricultura, Silvicultura y Desarrollo Rural, y la Comisión Permanente de Obras Públicas, Transportes y Telecomunicaciones. Forma parte de las Comisiones investigadoras sobre Buses de transporte interurbanos y plantas de revisión técnica que certifican a esos vehículos, y sobre actuación de los organismos del Estado en cuanto a la prevención de maltratos en las Fuerzas Armadas.
Integró la Comisión Especial Investigadora de los actos del Gobierno respecto al eventual fraude en la ANFP y los efectos que tuvo su reestructuración en su relación con las organizaciones deportivas profesionales, entre el año 2015 y el día 4 de abril de 2018.

## Controversias

### Vacunación contra el COVID-19
El 17 de enero de 2022, se registró un contagio de COVID-19 al interior de bancada PS en la Cámara de Diputados. Posteriormente se confirmó que la afectada era Álvarez, quien manifestó claramente que estaba en su derecho de no querer vacunarse porque no le daban seguridad las vacunas existentes. 
vacunación contra la enfermedad. La legisladora recibió duras críticas de parte de su propio partido y generó un debate sobre la obligación del Pase de Movilidad para el trabajo presencial de los diputados.

## Historial electoral

### Elecciones parlamentarias de 2009
- Elecciones parlamentarias de 2009, candidata a diputada por el distrito 58 (Curaco de Vélez, Hualaihué, Futaleufú, Chaitén, Quellón, Ancud, Castro, Puqueldón, Chonchi, Queilén, Dalcahue, Palena, Quemchi y Quinchao)[7]

### Elecciones parlamentarias de 2013
- Elecciones parlamentarias de 2013, candidata a diputada por el distrito 58 (Curaco de Vélez, Hualaihué, Futaleufú, Chaitén, Quellón, Ancud, Castro, Puqueldón, Chonchi, Queilén, Dalcahue, Palena, Quemchi y Quinchao)[8]

### Elecciones parlamentarias de 2017
- Elecciones parlamentarias de 2017 a Diputado por el distrito 26 (Calbuco, Cochamó, Maullín, Puerto Montt, Ancud, Castro, Chaitén, Chonchi, Curaco de Vélez, Dalcahue, Futaleufú, Hualaihué, Palena, Puqueldón, Queilén, Quellón, Quemchi, Quinchao)[9]

(Sólo se muestran los candidatos que obtuvieron un mínimo de 2 % de votación)